# 糍
糍，也作𥻵、粢、餈，又稱糰子，泛指一類帶黏性的稻米食品。如中國的湯圓、茶果，朝鮮的松片，日本的大福、草餅等。當中有不少是節日食品，如一些地區在元宵節吃湯圓，客家人在喜慶節日吃茶果等。

## 華人地區常見的
- 紅龜粿
- 草仔粿
- 𥻵
- 糯米𥻵，內包豆沙。
- 湯圓
- 茶果
- 糯米糰
- 糍粑

## 朝鲜常見的
- 朝鮮打糕
- 鬆糕

## 日本常見的糍
- 大福
- 糰子 (日本)
- 鏡餅
- 蔴糬